# Centre Salif-Keita
Maillots
Le Centre Salif-Keita (CSK) est un club malien de football basé à Bamako et évoluant en première division.
Le club porte le nom de Salif Keïta, l'un des plus grands footballeurs maliens. Il se consacre essentiellement à la formation de jeunes talents.

## Histoire
Le Centre Salif Kéïta a été créé en 1993 à l’initiative du premier ballon d'or africain dont il porte le nom. Keïta fixe trois objectifs au club à sa création. Le premier est de permettre aux jeunes footballeurs maliens d’accomplir leur rêve de devenir professionnel. Le second est d'influer sur le style et la philosophie du jeu pratiqué au Mali. Le troisième est de former des joueurs de qualité pour les différentes catégories d’équipes nationales du Mali. Selon Keïta, ces objectifs ont été atteints puisque de grands joueurs de l’équipe nationale malienne sont issus du CSK à l’image de Seydou Keita et Mahamadou Diarra.

## Anciens joueurs
Les joueurs suivants sont les internationaux qui ont été formés au Centre Salif Keita :
- Cheick Diabaté (2002-2006) (Girondins de Bordeaux )
- Mamadou Diallo (1997-2003) ((CS Sedan )
- Mahamadou Diarra (1997-1998) (Real Madrid Club de Fútbol )
- Mintou Doucoure (2000-2004) (Djoliba AC )
- Koly Kanté (1998-1999) (US Cognac )
- Ismael Keita (2007-2009) (FC Nantes )
- Seydou Keita (1995-1997) (FC Barcelone )
- Fousseni Tangara (????-????) (US Breteuil )

## Performances

### Performances à laLigue des champions de la CAF
- 1999 - Premier tour
- 2011 - Tour préliminaire

### Palmarès
- Coupe du Mali de football
  - Finaliste en 2010

.finaliste ca
- Championnat du Mali de football
  - Vice-champion en 1998